# Mino Pasquini
Mino Pasquini, né le 15 juillet 1910, à Follonica, en Italie et mort le 21 mars 1981, à Rome, en Italie, est un ancien joueur et entraîneur italien de basket-ball.

## Palmarès
Joueur
- Champion d'Italie 1931, 1933, 1935, 1938, 1939

Entraîneur
- Finaliste du championnat d'Europe 1946